# Paraguayische Beachhandball-Nationalmannschaft der Frauen
Die paraguayische Beachhandball-Nationalmannschaft der Frauen repräsentiert den paraguayischen Handball-Verband als Auswahlmannschaft auf internationaler Ebene bei Länderspielen im Beachhandball gegen Mannschaften anderer nationaler Verbände. Vor allem auf kontinentaler Ebene hat die Mannschaft schon einige Erfolge erreicht.
Die Nationalmannschaft der Juniorinnen fungiert als Unterbau. Das männliche Pendant ist die Paraguayische Beachhandball-Nationalmannschaft der Männer.

## Geschichte

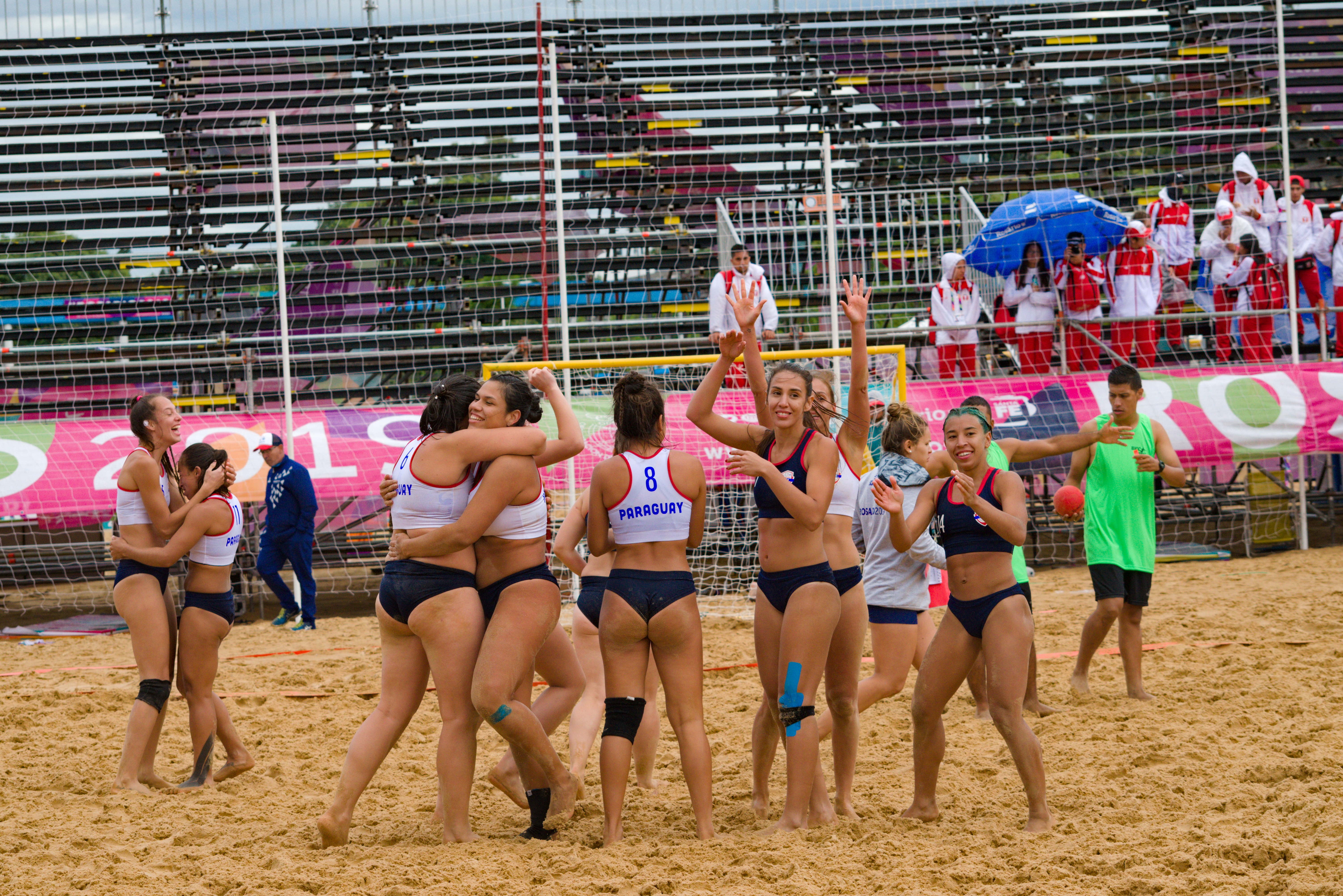
Die Mannschaft Paraguays feiert den Sieg im Spiel um die Bronzemedaille bei den South-American Beach Games 2019

Paraguay nahm vergleichsweise früh 2004 in Montevideo im Rahmen der Pan-Amerikanischen Meisterschaften mit einer Frauen- wie einer Männermannschaft an einer internationalen Meisterschaft teil und belegte in beiden Wettbewerben den vierten und damit letzten Platz. Danach dauerte es fünf Jahre, bis die Frauen Paraguays 2009 bei den South-American Beach Games erneut an einem internationalen Turnier für Nationalmannschaften teilnahm und auch bei den ersten solchen Beachgames in Montevideo Vierte wurden. 2011 gewannen die Paraguayanerinnen in Manta mit Bronze ihre erste internationale Medaille. Auch bei den ersten Juegos Bolivarianos de Playa 2012 wurde eine als Gastmannschaft eine Bronzemedaille gewonnen. 2012 – erneut in Montevideo – startete Paraguay wieder bei den Panamerikameisterschaften und wie auch 2014 in Asunción verpasste sie als Viertplatzierte den Gewinn einer Medaille.

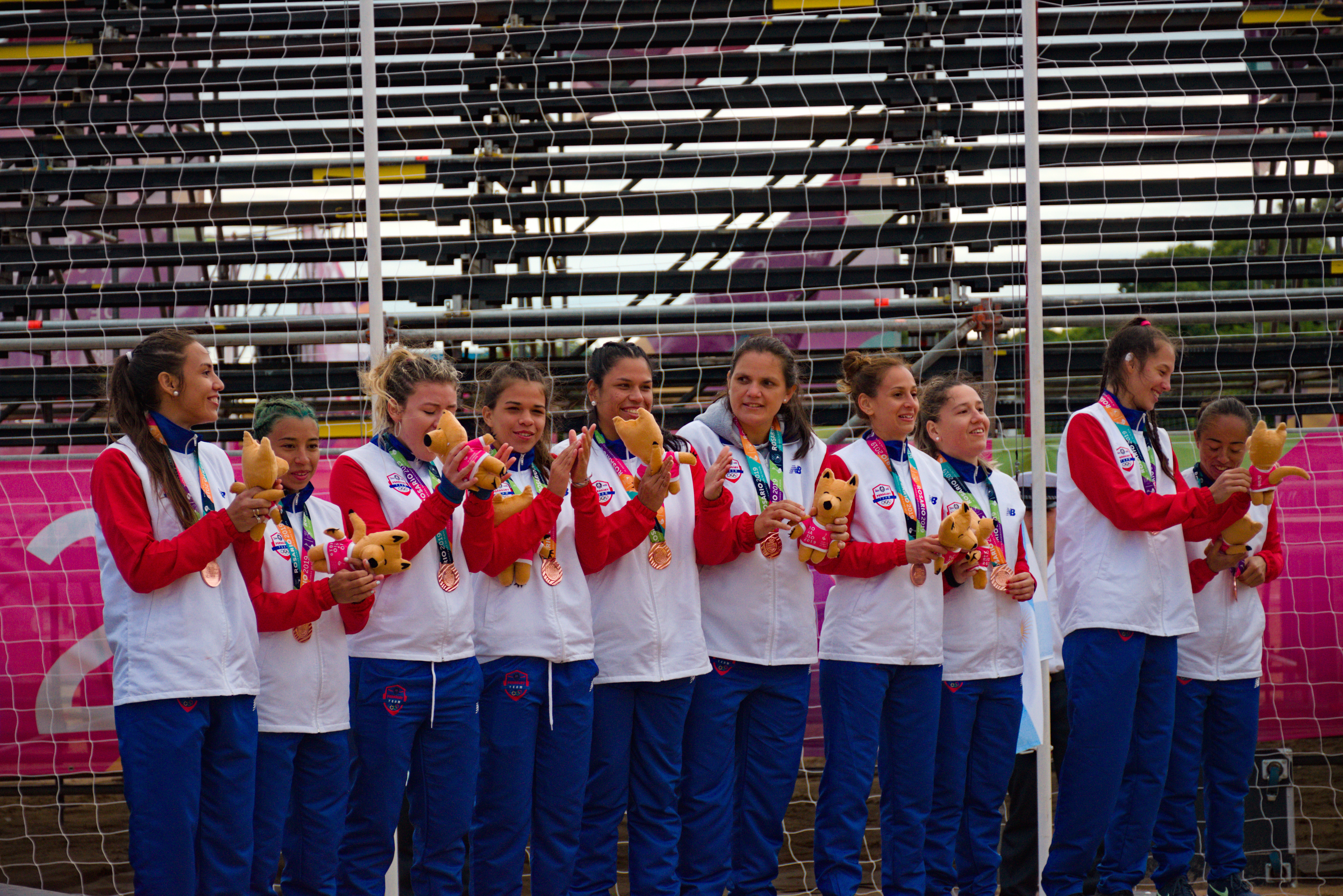
Medaillenzeremonie bei den South-American Beach Games 2019

Danach folgte eine erfolgreiche Zeit für die Mannschaft, bis 2019 wurde bei allen Meisterschaften und Turnieren in Amerika eine Medaille gewonnen. 2014 gewann Paraguay bei den South-American Beach Games zunächst Bronze, im weiteren Jahresverlauf bei den Juegos Bolivarianos de Playa Silber, was Juegos Bolivarianos de Playa wiederholt wurde. Vorher gewann das Team schon Bronze bei den Panamerika-Meisterschaften 2016, was 2018 wiederholt wurde. Damit konnte sich Paraguay das erste Mal für die Weltmeisterschaften qualifizieren und wurde 2018 in Kasan Achte. Mit Alma Brítez stellte die Mannschaft die jüngste Spielerin, die damit ihre Karriere begann. 2019 wurde erneut die Bronzemedaille bei den South-American Beach Games gewonnen, erneut waren Argentinien und Brasilien für Paraguay nicht zu schlagen. Auch bei den ersten Süd- und Mittelamerikanischen Meisterschaften nach der Aufteilung des Panamerikanischen Verbandes in zwei neue Regionalverbände gewann Paraguay hier 2019 die Bronzemedaille.
Danach dauerte es aufgrund der COVID-19-Pandemie bis zu den Süd- und Mittelamerikanischen Beachhandballmeisterschaften 2022, dass eine weibliche Nationalmannschaft Paraguays an einem internationalen Wettbewerb teilnahm. in Maceió verpasste die Mannschaft erstmals die Halbfinals und belegte am Ende nur den fünften Rang.

## Teilnahmen
| World Games - 2001: keine Teilnahme - 2005: keine Teilnahme - 2009: nicht qualifiziert - 2013: nicht qualifiziert - 2017: nicht qualifiziert - 2022: nicht qualifiziert World Beach Games - 2019: nicht qualifiziert - 2023: | Weltmeisterschaften - 2001: abgesagt - 2004: nicht qualifiziert - 2006: nicht qualifiziert - 2008: nicht qualifiziert - 2010: nicht qualifiziert - 2012: nicht qualifiziert - 2014: nicht qualifiziert - 2016: nicht qualifiziert - 2018: 8. - 2020: qualifiziert, abgesagt - 2022: nicht qualifiziert | South-American Beach Games - 2009: 4. - 2011: 3. - 2014: 3. - 2019: 3. - 2023: Pan-Amerikanische Meisterschaften - 2004: 4. - 2008: keine Teilnahme - 2012: 4. - 2014: 4. - 2016: 3. - 2018: 3. | Süd- und Mittelamerikanische Meisterschaften - 2019: 3. - 2022: 5. Juegos Bolivarianos de Playa - 2012: 3. - 2014: 2. - 2016: 2. |

- PAM 2004: Kader derzeit nicht bekannt

- SABG 2009: Kader derzeit nicht bekannt

- SABG 2011: Kader derzeit nicht bekannt

- PAM 2012: Kader derzeit nicht bekannt

- BBG 2012: Gladys Gabriela Brusquetti Silva • Ana Laura Acuña Insfrán • Leticia Ramona Martínez Forcado • Alison Francisca Zenaida Nazer Cabañas • Miryam Ríos Melgarejo (TW) • Myrian Angélica Rodríguez Ruiz • Jennifer Alexandra Rodríguez Basualdo • Ana Giuliana Cristaldo Vera[3]

- PAM 2014: Kader, aus dem zehn Spielerinnen ausgewählt wurden: Diana Alegre • Mirna Bogado • Gladys Gabriela Brusquetti Silva • Guadalupe Delvalle • Sabrina Fiore • Ana Laura Acuña Insfrán • Fátima Elizabeth Lugo Invernizzi (TW) • Leticia Ramona Martínez Forcado • Alison Francisca Zenaida Nazer Cabañas • Miryam Ríos Melgarejo (TW) • Clara Romina Rivas • Jennifer Alexandra Rodríguez Basualdo • Myrian Angélica Rodríguez Ruiz • Nilsa Noemi Romero Aguilar • María José Villa • Clara Vera • Paola Sosa (TW) • Analía Aracelli Yaryes Estaque (TW)[4]

- SABG 2014: Kader derzeit nicht bekannt

- BBG 2014: Carimy Maria Aluan Nazer • Fabiana Maria Aluan Nazer • Fátima Elizabeth Lugo Invernizzi (TW) • Leticia Ramona Martínez Forcado • Alison Francisca Zenaida Nazer Cabañas • Alana Estefania Pedrozo Elizeche • Jennifer Alexandra Rodríguez Basualdo • Myrian Angélica Rodríguez Ruiz • Nilsa Noemi Romero Aguilar • Analía Aracelli Yaryes Estaque (TW)[5]

- PAM 2016: Kader derzeit nicht bekannt

- BBG 2016: Gladys Gabriela Brusquetti Silva • Marizza Faría • Ana Laura Acuña Insfrán • Fátima Elizabeth Lugo Invernizzi (TW) • Leticia Ramona Martínez Forcado • Beatris Penayo Recalde • Clara Romina Rivas • Jennifer Alexandra Rodríguez Basualdo • Nilsa Noemi Romero Aguilar • María Alicia Villalba Acosta (TW)[6]

- PAM 2018: Alma María Brítez • Gladys Gabriela Brusquetti Silva • Ana Laura Acuña Insfrán • Clara Romina Rivas • Nilsa Noemi Romero Aguilar • Cecilia Solabarrieta • Sofía Ugarriza • María Alicia Villalba Acosta (TW) • Guadalupe Villalba • Nadia Alexandra Yugovich[7]

- WM 2018: Alma María Brítez • Gladys Gabriela Brusquetti Silva • Ana Laura Acuña Insfrán • Fátima Elizabeth Lugo Invernizzi (TW) • Nilsa Noemi Romero Aguilar • Cecilia Solabarrieta • Sofía Ugarriza • María Alicia Villalba Acosta (TW) • Guadalupe Villalba • Nadia Alexandra Yugovich[8]

- SABG 2019: Alma María Brítez • María Enríquez Gueyraud • María Paula Fernández • Alice Naomi Gueyraud Robledo • Ana Laura Acuña Insfrán • Fátima Elizabeth Lugo Invernizzi (TW) • Clara Romina Rivas • Nilsa Noemi Romero Aguilar • María Alicia Villalba Acosta (TW) • Nadia Alexandra Yugovich[9]

- SMAM 2019: Alma María Brítez • María Antonella Enriquez • María Paula Fernández • Tatiana Franco • Alice Naomi Gueyraud Robledo • Ana Laura Acuña Insfrán • Darlene Leiva • Fátima Elizabeth Lugo Invernizzi (TW) • Nilsa Noemi Romero Aguilar • María Alicia Villalba Acosta (TW)[10]

- SMAM 2022: Alma María Brítez • Gladys Gabriela Brusquetti Silva • Tatiana Franco • Jazmin Riveros • Alice Naomi Gueyraud Robledo • Ana Laura Acuña Insfrán • Nilsa Noemi Romero Aguilar • Taniia Valenzueela • María Alicia Villalba Acosta (TW) • Guadalupe Villalba[11]

## Trainer
| Cheftrainer/in - mindestens seit 2018: José Veloso | Co-Trainer/in - seit 2019: Diego Achucaro |